# Alma Gêmea
Alma Gêmea é uma telenovela brasileira produzida e exibida pela TV Globo de 20 de junho de 2005 a 10 de março de 2006, em 227 capítulos. Substituiu Como uma Onda e sendo substituída por Sinhá Moça, foi a 66ª "novela das seis" exibida pela emissora. 
Teve a autoria de Walcyr Carrasco, com colaboração de Thelma Guedes, teve direção de Fred Mayrink e Pedro Vasconcelos. A direção geral e de núcleo foram de Jorge Fernando.
Contou com Priscila Fantin, Eduardo Moscovis, Flávia Alessandra, Ana Lúcia Torre, Alexandre Barillari, Luigi Baricelli, Walderez de Barros e Elizabeth Savalla nos papéis principais.

## Enredo
Rafael é um botânico e Luna uma bailarina, que se encontram e se apaixonam. Casam-se e têm um filho, mas a sua felicidade é invejada por Cristina, prima de Luna e governanta da casa, que se sente inferiorizada por não ser rica e feliz como a prima. No dia em que Luna se apresenta pela primeira vez como bailarina principal no Teatro Municipal de São Paulo ocorre uma tragédia na vida do casal, mas que foi planejada por Cristina. Na saída do espetáculo, eles são surpreendidos por assaltantes que roubam as joias de Luna. Rafael reage ao assalto e um dos ladrões, que é conhecido de Cristina, atira nele. Luna protege Rafael, colocando seu corpo na frente do marido, acaba sendo atingida por um tiro e morre.
Enquanto Rafael se desespera com a perda de Luna, em um lugar bem distante dali, nasce a menina Serena, filha de uma índia com um garimpeiro. Ela cresce em uma aldeia indígena e tem visões, explicadas pelo pajé como sendo "sonhos que ela um dia irá concretizar". A jovem algumas vezes vê flores refletidas nas águas de um lago e faz desenhos de grandes casas que não existem na aldeia.
Vinte anos se passam da morte de Luna. Serena resolve abandonar a aldeia em busca do sonho descrito pelo pajé e chega a uma pequena cidade no interior de São Paulo, chamada Roseiral. Lá, acaba conseguindo trabalho como empregada na mansão de Rafael que, depois da morte de Luna, tornou-se um homem amargurado. Quando os dois se encontram pela primeira vez, têm a sensação de algo estranho, como se já tivessem se encontrado antes. Serena tem até em seu corpo uma marca de nascença, no mesmo lugar em que Luna levou o tiro. A trama segue envolta em mistérios e marcada por fatos inexplicáveis. Rafael passa a acreditar que Serena é de fato a reencarnação de Luna, se apaixona por ela e a pede em casamento. Cristina e sua mãe Débora, que sempre desejou a fortuna de Rafael através de um casamento com sua filha, percebem que Serena representa uma ameaça, e a novela segue com as duas tramando de tudo para separar os dois.

## Elenco
| Intérprete            | Personagem                                      |
| --------------------- | ----------------------------------------------- |
| Priscila Fantin       | Serena Anauê                                    |
| Eduardo Moscovis      | Rafael Souza Dias                               |
| Flávia Alessandra     | Cristina Ávilla Saboya                          |
| Ana Lúcia Torre       | Débora Ávilla Saboya                            |
| Elizabeth Savalla     | Agnes Ávilla Blanco                             |
| Walderez de Barros    | Adelaide Ávilla                                 |
| Drica Moraes          | Olívia de Médici                                |
| Malvino Salvador      | Vitório Castelli Santini                        |
| Alexandre Barillari   | Augusto Casali (Guto)                           |
| Luigi Baricelli       | Raul de Carvalho Siqueira                       |
| Fernanda Souza        | Mirna dos Santos                                |
| Emílio Orciollo Netto | Crispim dos Santos                              |
| Sidney Sampaio        | Felipe Ávilla Blanco Dias                       |
| Cecília Dassi         | Mirella de Médici Siqueira                      |
| Nívea Stelmann        | Alexandra Montenegro                            |
| Ângelo Antônio        | Dr. Eduardo Pestana                             |
| Bia Seidl             | Vera Souza Dias                                 |
| Felipe Camargo        | Dr. Julian Enke                                 |
| Erik Marmo            | Hélio Castelli Santini                          |
| Fernanda Machado      | Dalila Castelli Santini                         |
| Rodrigo Phavanello    | Roberval da Silva / Roberval Dantas de Carvalho |
| Rita Guedes           | Kátia Dantas (Anja)                             |
| Marcelo Faria         | Jorge dos Santos Fonseca                        |
| Neusa Maria Faro      | Divina Castelli Santini                         |
| Fúlvio Stefanini      | Osvaldo Santini                                 |
| Nicette Bruno         | Ofélia Castelli                                 |
| Michel Bercovitch     | Ciro Almeida                                    |
| Thiago Luciano        | Ivan dos Santos                                 |
| Carla Daniel          | Zulmira dos Santos                              |
| Ernesto Piccolo       | Eurico                                          |
| Aisha Jambo           | Sabina Bel-Lac                                  |
| Kayky Brito           | Gumercindo Alves                                |
| Tammy Di Calafiori    | Nina Castelli Santini                           |
| Lady Francisco        | Generosa Flores                                 |
| Andréa Avancini       | Tereza Santana (Terezinha)                      |
| Marcelo Barros        | Alaôr Ferreira da Silva                         |
| Emiliano Queiroz      | Bernardo dos Santos (Tio Nardo)                 |
| Umberto Magnani       | Elias Dantas                                    |
| Bruna di Tullio       | Madalena Vasconcelos                            |
| Ronnie Marruda        | Abílio Pereira                                  |
| Mariah da Penha       | Clarice Pereira                                 |
| Rosane Gofman         | Nair                                            |
| Carlos Gregório       | Rodriguez                                       |
| Hilda Rebello         | Filó                                            |
| Júlia Ruiz            | Irene                                           |
| Keruse Bongiolo       | Judith                                          |
| Lucas Domso           | Amarildo                                        |
| Luciano Vianna        | Xavier                                          |
| Michel Max            | Tadeu                                           |
| Francisco Fortes      | Pedro Charreteiro                               |
| David Lucas           | Terêncio Dias (Terê)                            |
| Renan Ribeiro         | Carlos de Médici Siqueira (Carlito)             |
| Pamella Rodrigues     | Paulina Pereira                                 |
| Caroline Smith        | Rita Dantas (Ritinha)                           |

### Participações especiais
| Intérprete          | Personagem                              |
| ------------------- | --------------------------------------- |
| Liliana Castro      | Luna Ávilla Blanco Dias                 |
| André Gonçalves     | José Aristides Anauê                    |
| Luis Gustavo        | Romeu Dantas de Carvalho                |
| Ankito              | Falecido                                |
| Júlia Lemmertz      | Professora Cleyde Castelli              |
| Rodrigo Faro        | Zacarias Príncipe                       |
| Louise Cardoso      | Doralice dos Santos                     |
| Betty Faria         | Marielza Ferreira da Silva              |
| Othon Bastos        | Padre Álvaro                            |
| Duse Nacaratti      | Feiticeira                              |
| Francisco Carvalho  | Pajé José Anauê                         |
| Thaíssa Carvalho    | Aliena Anauê                            |
| Luciana Rigueira    | Jacira Anauê                            |
| Marcos Suchara      | Josias                                  |
| Maria Sílvia        | Jaçuí Anauê                             |
| Nina de Pádua       | Eliete Flores                           |
| José Augusto Branco | Argemiro                                |
| Mário Cardoso       | Dr. Santos                              |
| Roberto Bataglin    | Dr. Pandolfo                            |
| Ilva Niño           | Almerinda                               |
| Alexandre Zacchia   | Percival                                |
| Carolyna Aguiar     | Mafalda                                 |
| Carvalhinho         | Padre Dimas                             |
| Castro Gonzaga      | Professor Marcelino                     |
| Daniel Barcellos    | Dr. Ermelino                            |
| Alexandre Dacosta   | Heráclito                               |
| Hélio Ribeiro       | Rodolpho                                |
| Jaime Leibovitch    | juiz do divórcio entre Olívia e Raul    |
| Luiz Baccelli       | prefeito de Roseiral                    |
| Fred Mayrink        | cantor do clube de Roseiral             |
| Jorge Fernando      | participante do desfile de Papai Noel   |
| Augusto Madeira     | advogado de Raul                        |
| Jorge Cherques      | ginecologista de Alexandra              |
| Luiz Carlos Buruca  | estilista do casamento de Cristina      |
| Júlio Braga         | contador de Dr. Santos                  |
| José Steinberg      | médico, amigo do Dr. Julian             |
| Charles Myara       | técnico                                 |
| Haylton Faria       | delegado                                |
| Leila Pinheiro      | cantora do restaurante chique           |
| Jussara Silveira    | cantora da boate                        |
| Pietro Mário        | médico de Vera                          |
| Andrea Dantas       | esposa de Josias                        |
| Lana Guelero        | empregada de Agnes                      |
| Pedro Farah         | oficial de justiça                      |
| Adilson Girardi     | guarda de polícia                       |
| Rômulo Medeiros     | padre                                   |
| Carlos Seidl        | escultor                                |
| Chaguinha           | coveiro                                 |
| Dja Marthins        | lavadeira                               |
| Maurício Machado    | Baltazar novo cozinheiro do restaurante |
| Babu Santana        | peão da fazenda                         |
| Clarice Derzié Luz  | irmã de Padre Álvaro                    |
| Nilvan Santos       | presidiário                             |
| Odenir Fraga        | cliente da barbearia                    |
| Dig Dutra           | cigana, reencarnação de Luna            |
| Carlos Sato         | japonês, reencarnação de Rafael         |
| Marcus Jardym       | lorde europeu, reencarnação de Rafael   |
| Ângelo Paes Leme    | Terê (adulto)                           |
| Ana Beatriz Braga   | Serena (criança)                        |
| Victor Hugo Cugula  | José Aristides (criança)                |

## Produção
Antes do início das gravações, elenco e equipe da telenovela assistiram à palestras com o antropólogo Giovani José da Silva e Carlos Eduardo Sarmento, professor da Fundação Getulio Vargas, respectivamente sobre cultura indígena e costumes socioeconômicos, culturais e políticos da década de 1940. Além disso, o antropólogo deu aulas de linguagem indígena para Priscila Fantin, André Gonçalves, Francisco Carvalho, Maria Silvia, Júlia Lemmertz e Thaíssa Ribeiro. Esses atores também contaram com a orientação da pesquisadora de prosódia Íris Gomes da Costa. Fernanda Souza, Emilio Orciollo Netto e Emiliano Queiroz fizeram aulas de prosódia caipira com Silvia Nobre. Marcelo Barros ganhou noções de prosódia nordestina. Liliana Castro fez aulas de piano com Claudia Castelo Branco e aprendeu passos de balé com Cissa Rondinelli. Eduardo Moscovis foi à Roselândia, em Cotia, São Paulo, conhecer as técnicas de enxertos e plantações de rosas – no local há mais de 300 espécies de roseiras. Malvino Salvador treinou em restaurantes de São Paulo o manuseio de utensílios culinários e a fabricação de pão. Para dar a vida à vilã Cristina, a atriz Flávia Alessandra assistia a filmes de terror, suspense, obsessão e loucura, em busca de inspiração para compor as diversas fases da personagem. A atriz também dispensava dublê nas cenas mais difíceis. Alexandre Barillari visitou o Presídio Ary Franco, no Rio de Janeiro, onde conversou com detentos para ajudar na composição do vilão Guto.

### Cenografia

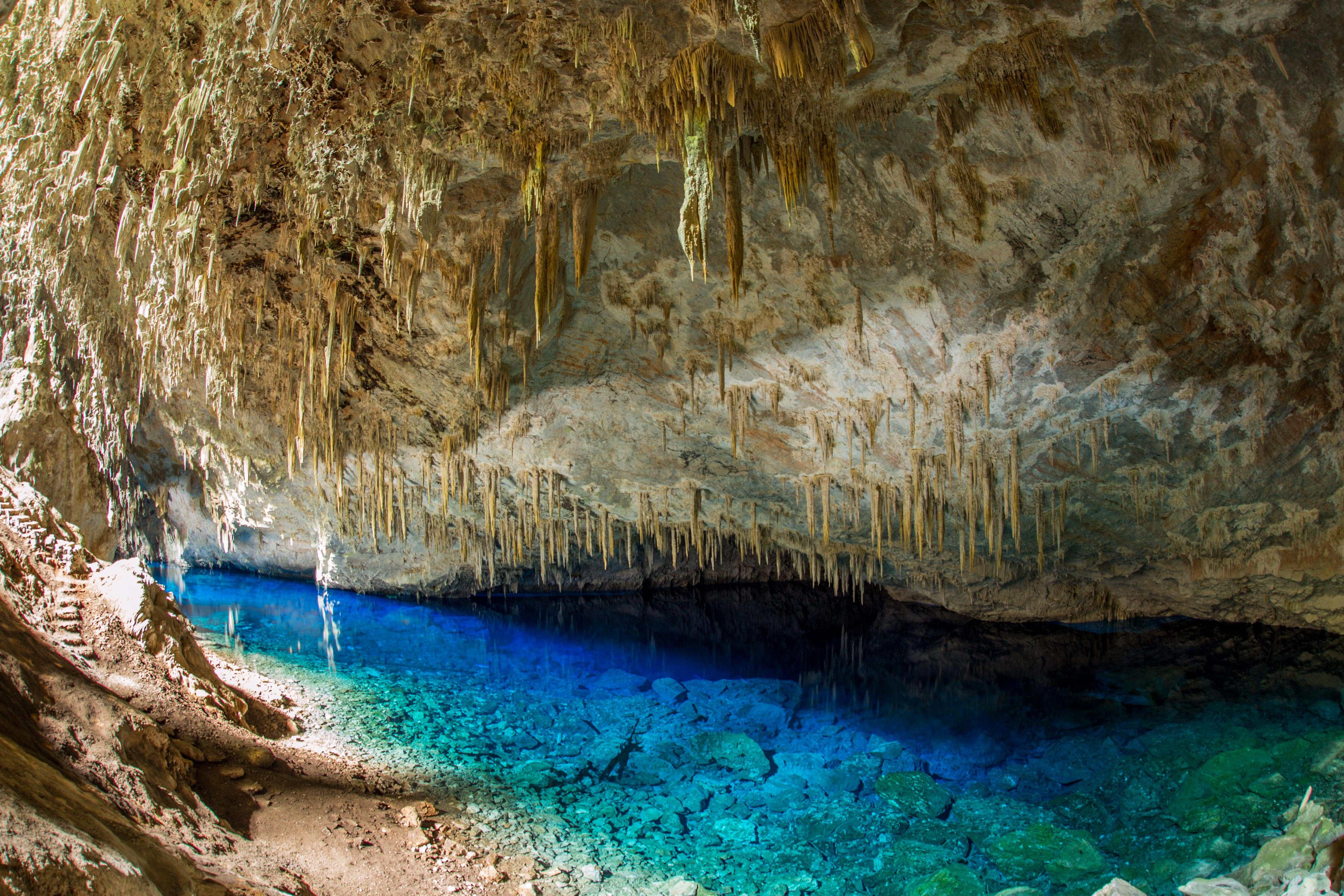
Alma Gêmea teve cenas gravadas na Gruta do Lago Azul, em Bonito, Mato Grosso do Sul.

As cenas de Serena na comunidade indígena – incluindo seu nascimento, a morte da mãe, seu crescimento, a invasão e destruição da aldeia, até a partida para São Paulo – foram distribuídas por Bonito, no Mato Grosso do Sul, Carrancas, em Minas Gerais, e o bairro de Camorim, no Rio de Janeiro. Em Bonito, a produção de cerca de 70 profissionais contou com a ajuda de bombeiros, militares do Exército e uma equipe de rapel para transportar os equipamentos. No Camorim foi construída uma aldeia cenográfica feita basicamente de palha e madeira, com 13 ocas – incluindo a oca comunitária do pajé, a da mãe de Serena e a sala de aula onde Cleyde ensinava às crianças. Ali foram realizadas as cenas da invasão dos garimpeiros e do incêndio, que contaram com a participação de 80 figurantes. Pedaços da aldeia foram usados nas gravações em Bonito e em Carrancas. As primeiras gravações em São Paulo incluíram cenas de Serena passando por locais históricos da cidade, como a Estação Júlio Prestes, a Pinacoteca do Estado, o Museu do Ipiranga e a Catedral da Sé, além de cenas na Vila dos Ingleses com cerca de 20 atores figurantes.
A cidade cenográfica de Roseiral construída dos Estúdios Globo (antigo Projac) foi inspirada em várias localidades, incluindo São Paulo e Rio de Janeiro da época em que se passa a trama. Também foram usadas como referências cidades do interior de São Paulo, como Bernardino de Campos (onde nasceu o autor Walcyr Carrasco) e a estância hidromineral Águas de Santa Bárbara; e municípios do Paraná, como Castro, Morretes, Antonina e Lapa. Erguida em uma área de nove mil metros quadrados, Roseiral comportava as casas de Rafael e Agnes, o prédio residencial de Vera, a vila da pensão de Divina, além de igreja, loja de flores, farmácia, estação ferroviária, barbearia, mercearia, prefeitura, cinema, sorveteria, consultório médico e sapateiro, alguns com interior. A estufa, um dos cenários relevantes da trama, ganhou uma parte externa na cidade cenográfica e interior em estúdio. Este foi um dos ambientes mais trabalhosos por causa da manutenção das rosas. As flores tinham de ser guardadas em geladeira, a uma temperatura entre oito e 12 graus, e não podiam ficar em locais abafados. Rosas artificiais foram misturadas às naturais para compor o cenário.

### Figurino e caracterização
A década de 1920 da trama foi caracterizada por um figurino com cortes retos, sem cintura e bustos achatados para as mulheres, e roupas mais estreitas, acinturadas, com boca das calças mais fechada e uso do chapéu coco para os homens. Na década de 1940, seguiu-se o tom das comédias italianas do início da década de 1950, com referências, entre outras, a filmes do cineasta italiano Federico Fellini. Um dos destaques é Cristina, que abusava das cores vermelha, roxo e vinho, como uma típica vilã de desenho animado. Também teve repercussão a composição da personagem Kátia, de Rita Guedes, uma mistura das atrizes Veronica Lake, Lana Turner e Rita Hayworth e de Jessica Rabbit, personagem da animação Uma Cilada para Roger Rabbit, de Robert Zemeckis. A maior dificuldade encontrada pela equipe de maquiagem foi a caracterização dos índios. A solução para atender à agilidade da televisão e não se distanciar muito das referências do real foi adotar o carimbo.
Foi encomendada uma maquiagem especial à prova d'água para que a pintura resistisse ao suor das gravações e aos mergulhos no rio. Diariamente, os atores e figurantes eram carimbados e depois pintados com a tinta, em um processo que levava, em média, 40 minutos. Priscila Fantin ainda teve de escurecer os cabelos e alisá-los todos os dias. No núcleo da cidade, as atrizes usaram meias-perucas para fazer a diferenciação entre as duas fases da novela. Nicette Bruno e Walderez de Barros usaram uma peruca grisalha na década de 1940. Os atores, embora na vida real os homens já usassem gomalina nos anos 1920, só adotaram o recurso na segunda fase da trama, uma licença da equipe de caracterização para marcar a diferença.

### Acusações de plágio
Em outubro de 2005, Walcyr foi acusado de plágio pelo escritor Carlos de Andrade, autor do livro Chuva de Novembro. Ele entrou com um processo exigindo 10% do faturamento da novela e alegando que ela era um plágio do seu livro. Chuva de Novembro conta a história do músico Caio, que se apaixona por Caressa, a quem dá uma rosa amarela. A prima Regina fica enciumada e arma um plano para matar Caressa, fazendo Caio viver uma vida solitária. Na novela, os personagens seriam Rafael, Luna e Cristina. Um tempo depois, a escritora Shirley Costa também acusou Walcyr Carrasco de plágio; segundo ela, alguns detalhes de cenas e da história da novela foram copiadas do seu livro Rosácea. A escritora garantiu que o livro chegou às mãos do autor. Um primeiro laudo confirmou a ação de plágio. Em abril de 2009, Carrasco foi absolvido da acusação. O perito identificou 185 pontos em comum nas duas obras, mas alegou não poder afirmar que seja plágio. Em setembro do mesmo ano, alguns dias após o início da reprise da trama, a escritora recorreu da decisão e o processo foi reaberto. Porém, em janeiro de 2010, o autor foi novamente absolvido pela Justiça. O juiz concluiu que "não houve plágio algum, posto que os textos comparados não apresentam pontos de identidade, características originais de enredo ou técnica de criação". Ele ainda diz que "os pontos semelhantes podem ser encontrados em diversas outras obras como mitologia grega, romances trovadorescos, contos nibelungos, literatura infanto-juvenil e nas próprias telenovelas".

## Recepção

### Audiência
Exibição original
Alma Gêmea estreou em 20 de junho de 2005, substituindo Como uma Onda, atingindo 36 pontos de média, com picos de 38. O segundo capítulo da trama repetiu o sucesso da estreia, apresentando 36 pontos com picos de 39. Em seus seis primeiros meses, a trama alcançou uma média de 37 pontos, e 59% de share, considerada a maior audiência da década. Em 23 de janeiro de 2006, a trama alcançou recorde absoluto de audiência. Foram registrados 46 pontos de média. Esse recorde foi superado uma semana depois, em 30 de janeiro, quando alcançou média de 48 pontos e picos de 53. Ficou apenas um ponto atrás de Belíssima, que em horário nobre marcou 49 pontos. No capítulo foram exibidas as cenas em que Mirna joga Cristina no chiqueiro.
No dia 6 de março de 2006, a trama alcançou 49 pontos, com 75% de share. No capítulo final da história, Alma Gêmea conquistou a maior média de fim de novela das 18 horas desde Sonho Meu, em 1994: 53 pontos com picos de 56, índice de novela das 20h. Seu capítulo final bateu Belíssima, então trama do horário nobre na época. Teve média geral de 39 pontos, a maior audiência do horário da década de 2000 e do século 21.
Primeira reprise
Sua reprise foi ao ar garantindo liderança com 18 pontos e 20 de pico. Os capítulos seguintes da trama foram surpreendentes, até mesmo superando alguns da antecessora, Senhora do Destino. No dia 20 de janeiro de 2010, segundo dados consolidados do IBOPE. Alma Gêmea no Vale a Pena Ver de Novo marcou média de 22 pontos no intervalo em que foi exibida, entre 14h36 e 15h51. Cama de Gato (exibida entre 18h10 e 18h57) e Tempos Modernos (exibida entre 19h22 e 20h14) marcaram 21 pontos cada. No último capítulo, como na exibição original e na reprise, atingiu pico de 33 pontos e uma média de 30 pontos no IBOPE, com 65% de participação. Durante toda reprise, Alma Gêmea teve ótimo desempenho, ultrapassando outras novelas inéditas da emissora Cama de Gato, Tempos Modernos e Malhação. Teve média geral de 20 pontos.
Segunda reprise
Reestreou com 13 pontos, não alterando os índices da faixa vespertina, apesar de ter sido uma das menores estreias do Vale a Pena Ver de Novo desde Cheias de Charme. O quarto capítulo registrou 13,8 pontos. O quinto capítulo registrou 14,4 pontos. A partir de sua segunda semana, a novela começou a consolidar índices na casa dos 14 e 15 pontos, apresentando desempenho superior ao de sua antecessora no mesmo período, chegando aos 16,4 pontos no dia 13 de maio de 2024 e aos 17 no dia seguinte (14). Em 20 de maio registrou 17,4 pontos, chegando a 19,1 de pico, superando o próprio recorde no dia 24 com 17,8 pontos e pico de 21. Em 8 de julho registrou 18,9 pontos, 21 de pico e 32,2% de share. Em 16 de setembro registrou 19,2 pontos. Em 9 de outubro registrou 20,4 pontos e 23,1 de pico. Com a exibição da sequência da esperada cena da morte da vilã Débora, em 12 de novembro registrou 21,2 pontos, batendo até mesmo folhetins inéditos como Garota do Momento e Volta por Cima.
Durante sua reta final, a novela registrou uma queda na audiência, não ficando mais na casa dos 20 pontos, o que acabou refletindo nos números de Garota do Momento. O motivo se deve ao ritmo arrastado da reta final, sem grandes acontecimentos. Na última semana, a novela voltou a registrar índices na casa dos 20 pontos, voltando também a superar as novelas inéditas. O último capítulo registrou 16,2 pontos, não batendo o recorde esperado. Ao todo, fechou com a média geral de 16,77 pontos, elevando em 27,82% os índices deixados pela antecessora.  

## Exibição

### Reprises
Foi reexibida pela primeira vez no Vale a Pena Ver de Novo de 24 de agosto de 2009 a 12 de março de 2010, em 145 capítulos, substituindo Senhora do Destino e sendo substituída pela mesma sucessora original Sinhá Moça. Foi a última novela a ser exibida pelo Vale a Pena Ver de Novo na década de 2000.
Foi reapresentada na íntegra no canal Viva, entre 31 de janeiro a 21 de outubro de 2022, substituindo Paraíso Tropical e sendo substituída por Força de um Desejo. A novela chegou a ser considerada inicialmente para a faixa das 22h50, em sequência a Da Cor do Pecado em 2021, mas foi preterida por Páginas da Vida e realocada para o horário de 15h30.
Foi reprisada pela segunda vez no Vale a Pena Ver de Novo de 29 de abril a 6 de dezembro de 2024, em 154 capítulos, substituindo Paraíso Tropical (a mesma novela que sucedeu no Viva) e sendo substituída por Tieta. A reprise marca o retorno das novelas das 18h à principal faixa de reprises da Globo, encerrando uma ordem imposta em 2021 que deixava o horário das 17h exclusivo para as reapresentações das novelas das 20h e 21h, enquanto que a faixa das 14h40, intitulada Edição Especial, seria exclusiva para as novelas das 18h e 19h. Não foi ao ar nos dias 26 e 30 de julho, 1.°, 5, 6 e 9 de agosto de 2024 devido às transmissões dos Jogos Olímpicos de Verão.
Alma Gêmea chegou a ser considerada para uma nova reprise em 2016. Contudo, em virtude da exibição da então inédita Êta Mundo Bom!, igualmente escrita por Walcyr Carrasco para o horário das 18h, e que contava com Flávia Alessandra também interpretando a principal vilã da história, a Globo optou por Cheias de Charme, em substituição ao remake de Anjo Mau.

### Outras mídias
Em 21 de novembro de 2022, foi disponibilizada na íntegra pelo Globoplay, como parte do Projeto Resgate.

### Exibição internacional
- Alma Gêmea estreou na emissora portuguesa SIC cerca de um mês após a estreia na TV Globo.
- Em 2007, a TV Globo Internacional anunciou a assinatura de um contrato com a Pappas Telecasting – rede de estações locais no Oeste dos Estados Unidos – para a exibição de Alma Gêmea. Inédita nos Estados Unidos, a novela começou a ser transmitida no país, em versão hispânica, a partir do dia 2 de julho, no horário das 19h.
- Em 13 de agosto de 2007, Alma Gêmea estreou na Costa Rica, exibida pelo canal Teletica. Sucesso no mercado internacional, a novela foi exibida em países como Peru e Venezuela.[2]
- SNT,  Televen,  Teletica,  Telemundo,  Canal 9,  Domashny,  Azteca 7,  Teledoce,  La Red,  Tele Antillas,  SIC,  ATV

## Legado
Alma Gêmea até hoje é lembrada não só pela abordagem espírita, como também se popularizou através de virais da internet, em sua maioria de cenas da protagonista Serena e das vilãs Débora e Cristina. No caso de Serena, as cenas mais populares da personagem são de sua chegada em São Paulo, onde menciona a cidade como Sa Paulo e um diálogo com Zulmira após a protagonista ter tido uma discussão com a Cristina, onde ela diz que seu orgulho foi ferido e que "brancos não tem coração" e a empregada a corrige dizendo que ela também é branca, apesar da mocinha ter sido fruto de um relacionamento com uma indígena e um homem branco. Já Débora se tornou viral por conta do seu desfecho, dando origem a vários memes e gifs do momento da morte da antagonista, sendo a frase "ah, finalmente os refrescos" a mais conhecida da vilã. No caso de Cristina, além de suas vestimentas, o frame em que a personagem é levada pelas trevas no último capítulo também acabou virando meme nas redes sociais, sendo um deles o estático do grito de pavor da antagonista, acompanhado da legenda "que hino" com várias letras "o".

## Prêmios
Troféu Leão Lobo (2005)
- Melhor autor: Walcyr Carrasco
- Melhor diretor: Jorge Fernando
- Melhor atriz coadjuvante: Nicette Bruno
- Ator revelação: David Lucas
- Trilha sonora
- Melhor novela

Prêmio Contigo (2005)
- Melhor Autor - Walcyr Carrasco (empatado com Silvio de Abreu por Belíssima)

APCA (2005)
- Melhor ator - Fúlvio Stefanini[54]

Melhores do Ano - Domingão do Faustão (2005)
- Melhor atriz coadjuvante - Fernanda Souza
- Melhor música de novela - "Uma vez mais", Ivo Pessoa

Prêmio Qualidade Brasil (2006)
- Melhor atriz coadjuvante - Fernanda Souza (empatada com Cláudia Raia por "Belíssima")[55]

Prêmio Top of Business (2005)
- Emílio Orciollo Neto

Prêmio Comigo Ninguém Pode (2005)
- Emílio Orciollo Neto

PopTv (2005)
- Melhor Novela

## Trilha sonora

### Nacional
Capa: Eduardo Moscovis
| N.º | Título                                   | Música            | Personagem        | Duração |  |
| 1.  | "Índia (India)"                          | Roberto Carlos    | Serena            | 03:45   |  |
| 2.  | "Quem Sabe Isso Quer Dizer Amor"         | Milton Nascimento | Hélio e Sabina    | 04:02   |  |
| 3.  | "Um Segredo e Um Amor (Secret Love)"     | Sandy             | Mirela            | 04:37   |  |
| 4.  | "Margarida"                              | Roupa Nova        | Mirna             | 03:40   |  |
| 5.  | "Alma Gêmea"                             | Fábio Jr.         | Abertura          | 04:46   |  |
| 6.  | "Eterno Amor (True Love)"                | Cídia e Dan       | Filipe            | 02:45   |  |
| 7.  | "Uma Vez Mais"                           | Ivo Pessoa        | Rafael e Serena   | 03:26   |  |
| 8.  | "Diz Nos Meus Olhos (Inclemência)"       | Zélia Duncan      | Cristina          | 04:01   |  |
| 9.  | "Eu Não Existo Sem Você"                 | Maria Bethânia    | Agnes e Ciro      | 05:06   |  |
| 10. | "Linda Flor (YaYa) (Ai, YoYo)"           | Gal Costa         | Olívia            | 04:39   |  |
| 11. | "A Vida Que a Gente Leva"                | Leila Pinheiro    | Dalila            | 03:32   |  |
| 12. | "Estrada do Sertão"                      | Elba Ramalho      | Crispim e Mirna   | 04:48   |  |
| 13. | "Todo Seu Querer"                        | Fagner            | Olívia e Vitório  | 02:49   |  |
| 14. | "Um Sonho de Verão (Moonlight Serenade)" | Jussara Silveira  | Kátia             | 03:46   |  |
| 15. | "Acidente de Amor"                       | Gino & Geno       | Crispim           | 03:50   |  |
| 16. | "Suíte dos Índios"                       | Mú Carvalho       | Núcleo dos Índios | 04:18   |  |

### Internacional
Capa: Fernanda Souza e Emílio Orciollo Netto
| N.º | Título               | Música                           | Personagem       | Duração |  |
| 1.  | "My Funny Valentine" | Rod Stewart                      | Rafael e Serena  | 02:50   |  |
| 2.  | "Moonlight Serenade" | Carly Simon                      | Hélio e Sabina   | 04:32   |  |
| 3.  | "Mr. Lonely"         | Fabianno                         | Roseiral         | 02:39   |  |
| 4.  | "La Vie En Rose"     | Stringe Orchestra                | Roseiral         | 03:06   |  |
| 5.  | "Amapola"            | The Royal Phillarmonic Orchestra | Roseiral         | 03:57   |  |
| 6.  | "Al Di Lá"           | Paolo                            | Vitório e Olívia | 02:53   |  |
| 7.  | "Fly Me to the Moon" | Frank Sinatra                    | Raul e Dalila    | 02:38   |  |
| 8.  | "Blue Moon"          | SNZ                              | Olívia           | 02:41   |  |
| 9.  | "Mitsy"              | Ivo Pessoa                       | Roseiral         | 03:57   |  |
| 10. | "The Lover"          | John K. Steffen                  | Roseiral         | 03:56   |  |
| 11. | "At Last"            | Kenny G feat. Artur Sandoval     | Zulmira e Eurico | 04:08   |  |
| 12. | "Sway"               | Dean Martin                      | Geral            | 02:46   |  |
| 13. | "Frenesí"            | Montserrat                       | Geral            | 03:09   |  |
| 14. | "Mambo Nº 8"         | Mambo Project                    | Pensão da Divina | 03:53   |  |